# Wolf von Nufringen
Wolf von Nufringen, genannt Siler oder Wolvilin de Nuweran, war im 13. Jahrhundert ein adliger Herr in Altingen.

## Urkundliche Erwähnungen
Die Brüder Wolf, Ulrich, Hugo, Heinrich und Sigmund von Nufringen genannt Siler verkauften am 30. August 1271 an die Kirche in Sindelfingen durch die Hand des Grafen Rudolf von Tübingen ihren Hof oder ihr Gut in Altingen mit aller Zugehörde, ausgenommen die Burg Altingen, frei von jeglichem Vogtrecht, um 80 Pfund Heller.
Siegler waren, da die Aussteller keine eigenen Siegel hatten, Graf Rudolf von Tübingen, Graf Ulrich von Asperg und Graf Konrad von Vaihingen. Zeugen waren Ortwin von Waldeck, Werner von Gärtringen, Heinrich von Hailfingen, Friederich von Wilen, Otto von Langenbrand oder von Engelsbrand, Schultheiss Dieterich aus Herrenberg, Schultheiss Ludwig aus Sindelfingen und der Kanoniker Konrad von Wurmlingen.